# Messejana (Fortaleza)

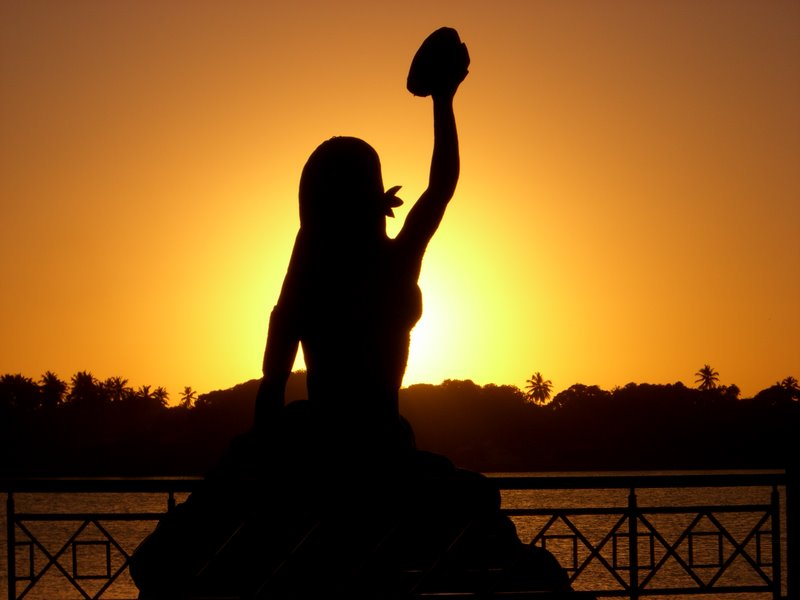
Estátua de Iracema - Lagoa da Messejana

Messejana é um  bairro localizado na zona sul do município de Fortaleza, no estado do Ceará, Brasil. É um bairro rico em fatos históricos. Nele, nasceram o escritor José de Alencar, o arcebispo emérito de Olinda e Recife Dom Hélder Câmara e o ex-presidente brasileiro Castello Branco.

## Etimologia
A palavra Messejana, segundo José de Alencar ("Iracema", 1ª edição), vendo da língua Tupi (originalmente "Mocejana"), conforme nota originária do livro: "O verbo cejar significa — abandonar; a desinência ana indica a pessoa que exercita a ação do verbo. Cejana significa "o que abandona". Junta à partícula mo do verbo monhang — fazer, vem a palavra a significar o que fez abandonar ou que foi lugar e ocasião de abandonar" [carece de fontes?]

## História

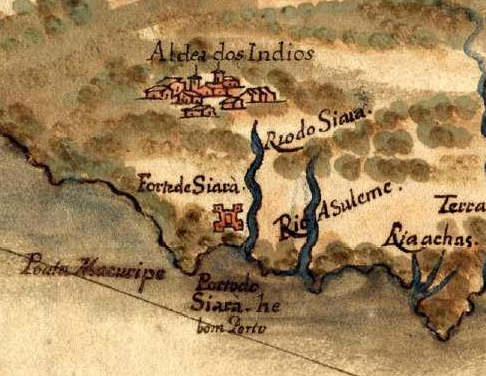
Mapa do Ceará de 1629

Antes das chegada dos portugueses com as missões militares e religiosas, neste local habitavam os índios potiguaras, segundo o relato do navegador Jan Baptist Siyns, que, em 1600, foi recebido por estes índios.
Apenas com a incursão de Martim Soares Moreno, a colonização portuguesa do Ceará começou a florescer efetivamente. Um dos fatores para esse processo foi a construção do Forte de São Sebastião na região conhecida hoje como Barra do Ceará, com o auxílio de Jacaúna e de sua tribo, vindos da região do Jaguaribe, o que gerou uma aglomeração junto à fortaleza. Tempos depois, essa aglomeração foi destacada para as terras do Mondubim, onde foi formado o Arraial do Bom Jesus da Parangaba por solicitação dos jesuítas. Apenas nos idos dos anos de 1690 é que é formada a aldeia de Paupina, povoada por parte da população que fazia parte da aldeia de Parangaba, criada por volta de 1662.
Os jesuítas foram responsáveis pela urbanização de Messejana. Por exemplo: eles construíram a primeira capela neste local, capela esta que, em 1° de outubro de 1871, foi elevada à categoria de paróquia. A base da atual Igreja Matriz de Nossa Senhora da Conceição foi feita no local da capela original.
No dia 1º de janeiro de 1760 foi fundada a  "Vila Nova de Messejana da América", após a expulsão dos jesuítas do Brasil na era Pombalina, em 1759. Nos séculos XVII, Messejana viveu de progresso e teve uma importante função econômica dentro do Ceará, pois serviu de via de seu escoamento de gado na época da carne de sol e charque. Deste período, ainda existem vestígios da Estrada Parangaba-Messejana (hoje "Paranjana") e a "Estrada do Fio".
Mais tarde, no século XIX, esta foi uma das vias de escoamento do algodão vindo das regiões Jaguaribana e Sertão do Central. O algodão era exportado pelo Porto de Fortaleza. Em 1836, foi inaugurado o Cemitério Público de Messejana, hoje o cemitério mais antigo de Fortaleza.
Em 1921, o então governador do Ceará, Justiniano de Serpa, rebaixou o município de Messejana à categoria de distrito anexado ao município de Fortaleza.

## Messejana nos dias de hoje

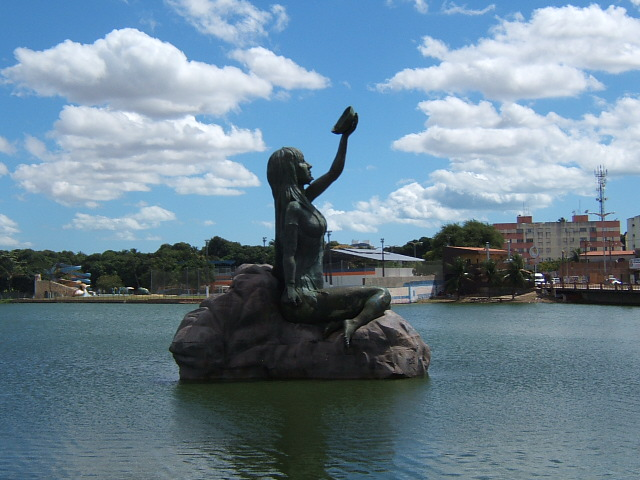
Estátua de Iracema na Lagoa de Messejana

O bairro é conhecido também pela Lagoa da Messejana, onde há uma estátua representando a personagem Iracema, da obra de José de Alencar. Nas comemorações dos 278 anos de Fortaleza, e em comemoração dos 175 anos de José de Alencar, foi feito um concurso para eleger a musa do Ceará. Além do título, a vencedora teria o seu rosto esculpido na estátua de fibra de vidro criada dentro da lagoa. A vencedora foi a então apresentadora da TV União e depois participante do programa de televisão Big Brother Brasil Natália Nara.

Outros lugares e instituições referenciais do bairro são: o Hospital de Messejana (construído em 1930 pelo arquiteto Emílio Hinko), que recebe pacientes de todo o Ceará; o Hospital de Saúde Mental de Messejana; a Vila Olímpica de Messejana; o terminal integrado da Messejana; e a casa onde nasceu José de Alencar, transformada hoje em museu.

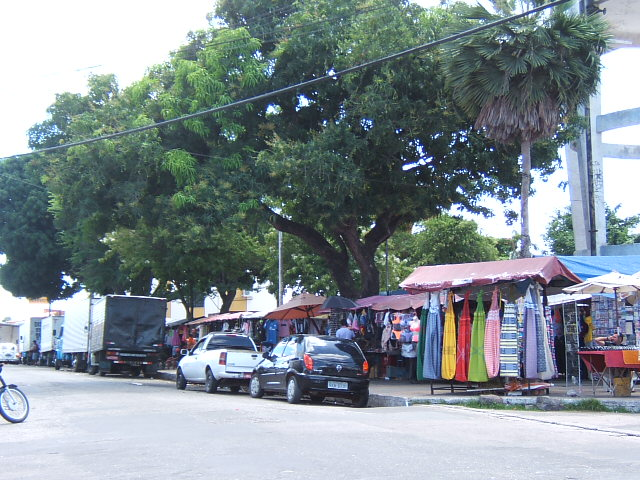
Feira de Messejana, realizada diariamente

Messejana também é conhecida pela Feira de Messejana, uma das maiores feiras de Fortaleza, que acontece todos os dias, tendo como dias principais o sábado e domingo. No meio da semana, ocorre uma pequena feirinha em torno do Mercado Central.